# Brume, dei, eroi
Brume, dei, eroi è un saggio di critica letteraria scritto da Jorge Luis Borges in due versioni: la prima (titolo originale "Antiguas Literaturas Germánicas") scritta con Delia Ingenieros nel 1951, la seconda ("Literaturas Germánicas Medievales") con Maria Esther Vazquez, compagna di Borges, nel 1966.
Entrambe le edizioni in lingua italiana ("Brume, dei, eroi", Franco Maria Ricci, 1973 e "Letterature germaniche medioevali", a cura di F. Antonucci, Theoria, 1984) sono traduzioni della seconda versione.